# Lista de prefeitos de Cândido Mota
Esta é uma lista de prefeitos do município paulista de Cândido Mota, desde sua emancipação político administrativa, concretizada pela Lei Estadual 1956/23, do dia 28 de dezembro de 1923.
Entre 27 de outubro de 1930 e 1 de janeiro de 1948, os prefeitos eram nomeados pelo interventor Federal de São Paulo. Período esse, correspondente a Ditadura Vargas.

## Prefeitos
Legenda
| cor        | significado                                                 |
| verde      | mandatários eleitos por votação direta                      |
| bege       | mandatários nomeados em épocas de convulsão político-social |
| Azul claro | Vice-prefeitos que assumiram o cargo de prefeito.           |

| Nº | Nome                              | Imagem | Partido                                          | Início do Mandato      | Fim do Mandato         | Observações                               |
| 1  | Antônio da Silva Vieira           |        | Partido Republicano Paulista PRP                 | 14 de março de 1924    | 9 de outubro de 1924   | Prefeito eleito em sufrágio universal     |
| 2  | Manuel Fernandes Barreira         |        | Partido Republicano Paulista PRP                 | 9 de outubro de 1924   | 1 de janeiro de 1925   | Vice-prefeito eleito no cargo de titular  |
| 3  | Antônio da Silva Vieria           |        | Partido Republicano Paulista PRP                 | 1 de janeiro de 1925   | 15 de janeiro de 1926  | Prefeito eleito em sufrágio universal     |
| 4  | Manuel Fernandes Barreira         |        | Partido Republicano Paulista PRP                 | 15 de janeiro de 1926  | 27 de outubro de 1930  | Prefeito eleito em sufrágio universal     |
| 5  | Junta Governativa Aclamada        |        | Partido Republicano Paulista PRP                 | 27 de outubro de 1930  | 9 de maio de 1931      | Interventor eleito pelo Governo do estado |
| 6  | Fortunato Petrini                 |        | Partido Republicano Paulista PRP                 | 9 de maio de 1931      | 4 de fevereiro de 1933 | Interventor eleito pelo Governo do estado |
| 7  | José dos Santos Almeida           |        | Partido Republicano Paulista PRP                 | 4 de fevereiro de 1933 | 6 de fevereiro de 1933 | Interventor eleito pelo Governo do estado |
| 8  | Antônio Pereira                   |        | Partido Republicano Paulista PRP                 | 6 de fevereiro de 1933 | 28 de setembro de 1933 | Interventor eleito pelo Governo do estado |
| 9  | João Batista Sampaio              |        | Partido Democrático PD                           | 28 de setembro de 1933 | 28 de novembro de 1933 | Interventor eleito pelo Governo do estado |
| 10 | Durval da Silveira Correia        |        | Partido Democrático PD                           | 28 de novembro de 1933 | 24 de setembro de 1934 | Interventor eleito pelo Governo do estado |
| 11 | Fortunato Petrini                 |        | Partido Democrático PD                           | 24 de setembro de 1934 | 28 de setembro de 1935 | Interventor eleito pelo Governo do estado |
| 12 | Ibiapaba Trench                   |        | Partido Democrático PD                           | 28 de setembro de 1935 | 12 de março de 1936    | Interventor eleito pelo Governo do estado |
| 13 | João Batista Sampaio              |        | Partido Constitucionalista de São Paulo PCSP     | 12 de março de 1936    | 4 de agosto de 1936    | Interventor eleito pelo Governo do estado |
| 14 | Alcino Mendes                     |        | Partido Constitucionalista de São Paulo PCSP     | 4 de agosto de 1936    | 5 de fevereiro de 1937 | Interventor eleito pelo Governo do estado |
| 15 | João Batista Sampaio              |        | Partido Constitucionalista de São Paulo PCSP     | 5 de fevereiro de 1937 | 31 de maio de 1937     | Interventor eleito pelo Governo do estado |
| 16 | João Jacinto do Amaral            |        | Partido Constitucionalista de São Paulo PCSP     | 31 de maio de 1937     | 29 de junho de 1937    | Interventor eleito pelo Governo do estado |
| 17 | Manuel Fernandes Barreira         |        | Partido Constitucionalista de São Paulo PCSP     | 29 de junho de 1937    | 22 de julho de 1945    | Interventor eleito pelo Governo do estado |
| 18 | José Pires                        |        | Partido Liberal Paulista PLP                     | 23 de julho de 1945    | 23 de novembro de 1945 | Interventor eleito pelo Governo do estado |
| 19 | José Claudino de Oliveira Dias    |        | Partido Liberal Paulista PLP                     | 23 de novembro de 1945 | 7 de dezembro de 1945  | Interventor eleito pelo Governo do estado |
| 20 | José Pires                        |        | Partido Republicano Progressista PRP             | 7 de dezembro de 1945  | 28 de março de 1947    | Interventor eleito pelo Governo do estado |
| 21 | João Batista Sampaio              |        | Partido Social Progressista PSP                  | 28 de março de 1947    | 13 de abril de 1947    | Interventor eleito pelo Governo do estado |
| 22 | Jerônimo Flausino Siqueira        |        | Partido Social Progressista PSP                  | 13 de abril de 1947    | 1 de janeiro de 1948   | Interventor eleito pelo Governo do estado |
| 23 | Benedito Pires                    |        | Partido Social Progressista PSP                  | 1 de janeiro de 1948   | 1 de janeiro de 1952   | Prefeito eleito em sufrágio universal     |
| 24 | Antônio Pípolo                    |        | Partido Republicano PR                           | 1 de janeiro de 1952   | 2 de janeiro de 1956   | Prefeito eleito em sufrágio universal     |
| 25 | Benedito Pires                    |        | Partido Social Progressista PSP                  | 3 de janeiro de 1956   | 1 de janeiro de 1960   | Prefeito eleito em sufrágio universal     |
| 26 | José Bolfarini                    |        | Movimento Democrático Brasileiro MDB             | 2 de janeiro de 1960   | 31 de janeiro de 1967  | Prefeito eleito em sufrágio universal     |
| 27 | Antônio Pípolo                    |        | Movimento Democrático Brasileiro MDB             | 1 de fevereiro de 1967 | 31 de janeiro de 1969  | Prefeito eleito em sufrágio universal     |
| 28 | Lourival José de Almeida          |        | Aliança Renovadora Nacional ARENA                | 1 de fevereiro de 1969 | 31 de janeiro de 1973  | Prefeito eleito em sufrágio universal     |
| 29 | Aparecido Orlando Maia            |        | Aliança Renovadora Nacional ARENA                | 1 de fevereiro de 1973 | 31 de janeiro de 1977  | Prefeito eleito em sufrágio universal     |
| 30 | Lourival José de Almeida          |        | Aliança Renovadora Nacional ARENA                | 1 de fevereiro de 1977 | 12 de maio de 1978     | Prefeito eleito em sufrágio universal     |
| 31 | Oscar Trench                      |        | Partido Democrático Social PDS                   | 13 de maio de 1978     | 31 de janeiro de 1983  | Vice-prefeito eleito no cargo de titular  |
| 32 | Aparecido Roberto Cidinho de Lima |        | Partido do Movimento Democrático Brasileiro PMDB | 1 de fevereiro de 1983 | 31 de dezembro de 1988 | Prefeito eleito em sufrágio universal     |
| 33 | Carlos Alves Terra                |        | Partido Trabalhista Brasileiro PTB               | 1 de janeiro de 1989   | 31 de dezembro de 1992 | Prefeito eleito em sufrágio universal     |
| 34 | Aparecido Roberto Cidinho de Lima |        | Partido do Movimento Democrático Brasileiro PMDB | 1 de janeiro 1993      | 31 de dezembro de 1996 | Prefeito eleito em sufrágio universal     |
| 35 | José Ângelo Franciscato           |        | Partido da Social Democracia Brasileira PSDB     | 1 de janeiro de 1997   | 31 de dezembro de 2000 | Prefeito eleito em sufrágio universal     |
| 36 | Aparecido Roberto Cidinho de Lima |        | Partido do Movimento Democrático Brasileiro PMDB | 1 de janeiro de 2001   | 31 de dezembro de 2004 | Prefeito eleito em sufrágio universal     |
| 37 | Carlos Roberto Bueno              |        | Partido Humanista da Solidariedade PHS           | 1 de janeiro de 2005   | 31 de dezembro de 2008 | Prefeito eleito em sufrágio universal     |
| 38 | Carlos Roberto Bueno              |        | Partido Humanista da Solidariedade PHS           | 1 de janeiro de 2009   | 31 de dezembro de 2012 | Prefeito reeleito em sufrágio universal   |
| 39 | Zacharias Jabur                   |        | Partido do Movimento Democrático Brasileiro PMDB | 1 de janeiro de 2013   | 31 de dezembro de 2016 | Prefeito eleito em sufrágio universal     |
| 40 | Carlos Roberto Bueno              |        | Partido Humanista da Solidariedade PHS           | 1 de janeiro de 2017   | 31 de dezembro de 2020 | Prefeito eleito em sufrágio universal     |
| 41 | Eraldo José Pereira               |        | Partido Liberal PL                               | 1 de janeiro de 2021   | 31 de dezembro de 2024 | Prefeito eleito em sufrágio universal     |
| 42 | Eraldo José Pereira               |        | Partido Social Democrático PSD                   | 1 de janeiro de 2025   | Atualidade             | Prefeito reeleito em sufrágio universal   |